# 순천 드라마 촬영장
순천 드라마 촬영장은 대한민국의 전라남도 순천시 조례동에 위치한 드라마 촬영 세트장이다. 주로 1950년대부터 1980년대까지 순천읍내와 서울의 변두리(달동네) 모습을 재연한 것으로 추억의 장소이기도 하다.

## 촬영 장소

### 드라마
- 2006년 《사랑과 야망》
- 2008년 《에덴의 동쪽》
- 2010년 《제빵왕 김탁구》
- 2010년 《자이언트》
- 2011년 《빛과 그림자》
- 2014년 《감격시대 : 투신의 탄생》

### 영화
- 2012년 《늑대소년》
- 2012년 《인간중독》
- 2014년 《강남 1970》
- 2014년 《허삼관》
- 2017년 《마약왕》
- 2017년 《택시운전사》

## 같이 보기
- 합천영상테마파크
- 대한민국의 텔레비전 드라마